# 新米科拉伊夫卡 (新敖德薩市鎮)
47°25′23″N 31°43′51″E / 47.42306°N 31.73083°E
新米科拉伊夫卡（烏克蘭語：Новомиколаївка），是烏克蘭的村落，位於該國南部尼古拉耶夫州，由尼古拉耶夫區的新敖德薩市鎮負責管轄，始建於1790年，面積0.54平方公里，海拔高度25米，2001年人口136，人口密度每平方公里251.9人。